# Radzovce
Radzovce (em húngaro: Ragyolc) é um município da Eslováquia, situado no distrito de Lučenec, na região de Banská Bystrica. Tem 18,79 km² de área e sua população em 2018 foi estimada em 1.552 habitantes.

## Demografia
| Ano:        | 1994 | 2004   | 2014   | 2024   |
| ----------- | ---- | ------ | ------ | ------ |
| Broj ljudi: | 1620 | 1601   | 1553   | 1557   |
| Razlika:    |      | -1,17% | -2,99% | +0,25% |

| Ano:               | 2023 | 2024   |
| ------------------ | ---- | ------ |
| Número de pessoas: | 1548 | 1557   |
| Diferença:         |      | +0,58% |